# Parque Nacional de Kavir
O Parque Nacional de Kavir é uma área estepe árida e desértica no centro do Irão, na região do planalto iraniano. É protegida como parque nacional desde meados da década de 1970. Situado a cerca de 120 km a sul de Teerão e 100 km a leste de Qom, limita a noroeste com o deserto salgado de Kavir.
O parque integra uma Reserva da Biosfera listada pela UNESCO. A reserva é habitada, incluindo pessoas nómadas, e existiam cerca de 35 000 residentes no seu interior em 2002, pertencentes a diferentes tribos. O pastoreio sazonal do gado dos nómadas ocorre na área central. Devido às condições climáticas desfavoráveis, não existem atividades económicas na zona tampão; no entanto, pastoreio, agricultura, horticultura e artesanato são importantes fontes de rendimentos na área de transição.
O relevo inclui uma cadeia de montanhas rochosas e planícies aluviais junto a elas. As planícies variam entre os 800 e os 1100 metros de altitude, e o ponto de maior cota da reserva é o Siah-Kuh, um grande afloramento rochoso semi-circular, com 2015 m e que fica aproximadamente no centro do parque. A vegetação é escassa, e muitas zonas permanecem nuas durante os longos períodos de seca. Porém, as chuvas e neves do inverno fazem florescer o local. O lago Namak (que é salgado) fica fora dos limites do parque mas é adjacente a este. Na verdade, trata-se de um pântano de sal e a água flui para o lago a norte do rio Qom, que também flui pela parte norte do Parque Nacional de Kavir. O rio Qom é um dos poucos rios perenes em toda a extensão do deserto no Irão.
A fauna local é típica dos desertos iranianos, e inclui espécies como o gato-do-deserto. Também é o habitat de espécies difíceis de encontrar, como o guepardo-asiático e a abetarda-moura. O parque ainda abriga outras espécies importantes da vida selvagem, como o onagro persa, a hiena-listrada, o caracal, a fuinha, o flamingo e mesmo o pato-ferrugíneo.
Dentro do parque existe um caravançarai (Qasr-e Bahram) mandado construir pelo xá Abas, o Grande (1587-1629).